# Cheile Nerei - Beușnița (sit SPA)
Cheile Nerei - Beușnița este o arie protejată (arie de protecție specială avifaunistică — SPA) din România întinsă pe o suprafață de 40.300,8 ha, integral pe uscat.

## Localizare
Centrul sitului Cheile Nerei - Beușnița este situat la coordonatele 44°56′44″N 21°49′28″E / 44.945658°N 21.8245°E. Situl se întinde pe teritoriile administrative ale orașelor Anina și Oravița; și pe cele ale comunelor Bozovici, Cărbunari, Ciclova Română, Dalboșeț, Lăpușnicu Mare, Șopotu Nou și Sasca Montană din județul Caraș-Severin.

## Înființare
Situl Cheile Nerei - Beușnița (ROSPA0020) a fost declarat arie de protecție specială avifaunistică în octombrie 2007 pentru a proteja mai multe specii avifaunistice. Situl include rezervațiile naturale: Cheile Nerei, Cheile Șușarei, Ducin, Izvorul Bigăr, Lisovacea, Parcul Național Semenic - Cheile Carașului, Parcul Național Cheile Nerei - Beușnița, Parcul Natural Porțile de Fier și Valea Ciclovei - Ilidia.

## Biodiversitate
Situată în ecoregiunea continentală, aria protejată nu include niciun habitat protejat.
La baza desemnării sitului se află mai multe specii de păsări protejate la nivel european: acvila de munte (Aquila chrysaetos), cocoșul de mesteacăn (Bonasa bonasia), caprimulg (Caprimulgus europaeus), șerpar (Circaetus gallicus), corb (Corvus corax), ciocănitoare cu spatele alb (Dendrocopos leucotos), ciocănitoare neagră (Dryocopus martius), ciocănitoarea de stejar (Dendrocopos medius), presura de grădină (Emberiza hortulana), șoim călător (Falco peregrinus), muscar (Ficedula parva), muscar-gulerat (Ficedula albicollis), sfrâncioc roșiatic (Lanius collurio), viespar (Pernis apivorus), ciocârlie-de-pădure (Lullula arborea), pițigoiul sur (Parus palustris), pițigoiul de munte (Parus montanus), ciocănitoarea verzuie (Picus canus).